# Eric Ambler
Eric Clifford Ambler OBE (* 28. Juni 1909 in London; † 22. Oktober 1998 ebenda) war ein britischer Schriftsteller. Er gilt als einer der Begründer des Thrillers.

## Leben
Eric Ambler war der Sohn von Alfred Ambler und Amy Madeline Ambler, geborene Andrews. Der Vater arbeitete zuerst als Werbeakquisiteur, dann als Werbemanager einer Fabrik in Südlondon. Daneben trat er mit einer Gesangstruppe, der auch seine Frau angehörte, seit dem Ersten Weltkrieg in Music Halls auf. Nach dem Besuch von Colfes' Grammar School in Lewisham/Südlondon begann Eric Ambler 1925 ein Ingenieurstudium am Northampton Engineering College in Nordlondon, das er nach einem Jahr abbrach, um als technischer Praktikant in einer Fabrik zu arbeiten. In dieser Zeit entstanden erste literarische Texte, darunter ein Romanmanuskript. Ab 1928 folgte Ambler seinem Vater in die Werbebranche, vorerst in der großen US-amerikanischen Werbeagentur Dorland, später als Direktor in einer unabhängigen Werbeagentur. In den Anfangszeiten der Glühlampenproduktion hatte eine Elektrofabrik eine neue Birne auf den Markt gebracht, die eindeutig zu schwaches Licht abgab. Ambler erfand den Namen Mondscheinlicht und löste damit einen solchen Ansturm auf die Fehlkonstruktionen aus, dass die Firma ihre gesamten Lagerbestände veräußern konnte.
Seinen ersten literarischen Erfolg hatte er im Jahre 1936 mit The Dark Frontier (deutsch Der dunkle Grenzbezirk). Da ihm ein Verlag einen Vertrag für fünf weitere Romane anbot, gab er 1937 seine Stelle in der Werbeagentur auf, um sich ganz dem Schreiben zu widmen, wobei er zeitweilig in Frankreich und in den USA lebte. In seinem Roman Cause for Alarm (deutsch Anlass zur Unruhe) beschrieb er 1938 die Schmuggelpfade zwischen dem damals faschistischen Italien und dem Königreich Jugoslawien so realistisch, dass er vom britischen Foreign Office um weitere Auskünfte gebeten wurde. Ambler hatte jedoch nur eine gründliche Recherche betrieben und dazu die handelsüblichen Landkarten sehr genau studiert. Insbesondere sein fünfter Roman The Mask of Dimitrios (deutsch Die Maske des Dimitrios) gilt als einer der Meilensteine und als Klassiker des Genres Thriller.
Im Jahr 1939 heirateten Eric Ambler und die US-amerikanische Modezeichnerin Louise Crombie. Das Paar hatte sich in Paris kennengelernt.

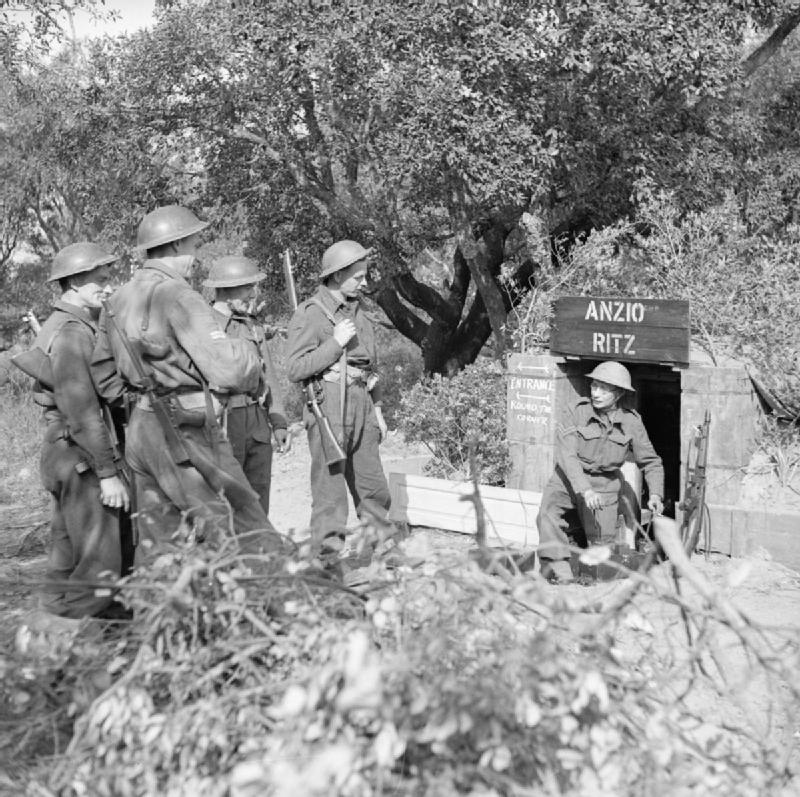
Soldaten vom Army Kinematograph Service (AKS) am Eingang eines US-amerikanischen Militärkinos in Italien im März 1944

1940 trat Ambler als Kraftfahrer in die britische königliche Artillerie ein, absolvierte die Offiziersausbildung und wurde später zum Army Kinematograph Service eingeteilt. In dieser neu geschaffenen Abteilung arbeitete er unter anderem mit dem jungen Peter Ustinov zusammen und verantwortete verschiedene militärische Aufklärungs- und Spielfilme. Ab 1943 diente er in Italien als britischer Verbindungsoffizier und drehte Propagandafilme für die Alliierten unter anderem mit John Huston. Nach seiner Ausmusterung aus der Armee nach dem Ende des Zweiten Weltkrieges folgte eine Karriere als Drehbuchautor, die ihn 1957 nach Hollywood führte. Bis 1959 schrieb er über ein Dutzend Drehbücher für englische und amerikanische Produktionen. Seine Drehbuchadaption für den Film Der große Atlantik wurde 1953 für einen Oscar nominiert. Am erfolgreichsten ist wohl sein Drehbuch für A Night to Remember (deutsch Die letzte Nacht der Titanic), eine Verfilmung der Titanic-Katastrophe, die in ihrer scharfen sozialen Zeichnung auch heute noch bestehen kann. Ambler ließ sich 1958 von seiner Ehefrau Louise scheiden und heiratete die britische Drehbuchautorin Joan Harrison, eine enge Mitarbeiterin des britischen Filmregisseurs Alfred Hitchcock.
Von 1950 bis 1958 schrieb Eric Ambler unter dem Pseudonym Eliot Reed – zusammen mit Charles Rodda –  fünf Thriller, handwerklich gut gemacht, aber nicht besonders aufsehenerregend. Sein erster Roman unter eigenem Namen nach dem Zweiten Weltkrieg war Judgement on Deltchev (deutsch Der Fall Deltschev), in dem er mit den Schauprozessen im kommunistischen Osteuropa abrechnete. In der Folge schrieb er weitere elf Thriller, im Durchschnitt alle drei Jahre einen. Anders als etwa John le Carré beschränkte sich Ambler nicht auf den klassischen Ost-West-Konflikt, sondern griff sehr früh Themen auf, die in der Öffentlichkeit erst viel später und sehr kontrovers diskutiert wurden: Neokolonialismus in The Night-Comers (1956, deutsch Besuch bei Nacht); internationaler Waffenhandel in Passage of Arms (1959, deutsch Waffenschmuggel); den Palästinakonflikt in The Levanter (1972, Der Levantiner); oder Geldwäsche und Steuervermeidung in Send No More Roses (1977, deutsch Bitte keine Rosen mehr). Seine Protagonisten sind fast immer „ganz normale Leute“. Diese geraten in eine für sie selbst undurchschaubare, gefährliche Situation. Diese Konstellation dient Ambler dazu, die aktuellen Konflikte seiner Zeit in ihren Auswirkungen auf den Alltag zu zeigen. Dazu dient eine knappe, lakonische, aber genaue Sprache.
1969 zog Eric Ambler nach Clarens in der Schweiz. 1985 veröffentlichte er seine Autobiographie unter dem zweideutigen Titel Here lies („Hier liegt“ oder „Hier lügt“), 1993 folgte dann noch der Erinnerungsband Wer hat Blagden Cole umgebracht? Lebens- und Kriminalgeschichten. Im Jahr 1987 kehrte er nach London zurück, wo er am 22. Oktober 1998 starb. Seine zweite Ehefrau Joan war bereits im Jahr 1994 gestorben.

## Auszeichnungen
- 1959: Crossed Red Herrings Award (CWA Gold Dagger) für Passage of Arms (deutsch Waffenschmuggel. Rowohlt, Reinbek 1963)
- 1964: Edgar Allan Poe Award – Best Novel für The Light of Day (deutsch Topkapi. Diogenes, Zürich 1969)
- 1972: CWA Gold Dagger für The Levanter (deutsch Der Levantiner. Diogenes, Zürich 1973)
- 1974: Grand Master der Svenska Deckarakademin
- 1975: Grand Master Award der Mystery Writers of America für besondere Leistungen im Krimi-Genre und gleichbleibend hohe schriftstellerische Qualität
- 1976: Grand prix de littérature policière – International für Docteur Frigo (Original: Doctor Frigo; deutsch Doktor Frigo. Diogenes, Zürich 1975)
- 1979: Prix Mystère de la critique – International für Les Trafiquants d'armes (Original: Passage of Arms; deutsch Waffenschmuggel. Rowohlt, Reinbek 1963)
- 1981: Order of the British Empire
- 1986: Cartier Diamond Dagger der britischen Crime Writers' Association (CWA) für „herausragende Beiträge zum Krimi-Genre“

## Werke

### Romane der ersten Periode
- 1936: The Dark Frontier.
  - Deutsche Ausgabe: Der dunkle Grenzbezirk. Aus dem Englischen übersetzt von Walter Hertenstein und Ute Haffmans. Diogenes, Zürich 1979, ISBN 3-257-20602-X.
- 1937: Uncommon Danger.
  - Deutsche Ausgabe: Ungewöhnliche Gefahr. Aus dem Englischen übersetzt von Walter Hertenstein und Werner Morlang. Diogenes, Zürich 1979.
  - Neuübersetzung von Matthias Fienbork. Diogenes, Zürich 1999, ISBN 978-3-257-23132-8.
- 1938: Cause for Alarm
  - Deutsche Ausgabe: Anlass zur Unruhe. Aus dem Englischen übersetzt von Franz Cavigelli. Diogenes, Zürich 1979.
  - Neuübersetzung von Dirk van Gunsteren. Diogenes, Zürich 1999, ISBN 978-3-257-23108-3.
- 1938: Epitaph for a Spy –
  - Deutsche Ausgabe: Die Stunde des Spions. Aus dem Englischen übersetzt von Peter Fischer. Fischer, Frankfurt am Main 1963.
  - Neue Ausgabe: Nachruf auf einen Spion. Diogenes, Zürich 1979.
  - Neuübersetzung von Matthias Fienbork. Diogenes, Zürich 2002, ISBN 978-3-257-23250-9.
- 1939: Die Maske des Dimitrios. – US-Titel: A Coffin for Dimitrios –  1944 von Jean Negulesco verfilmt (Die Maske des Dimitrios)
- 1940: Journey Into Fear.
  - Deutsche Ausgabe: Die Angst reist mit. Aus dem Englischen übersetzt von Walter Hertenstein. Diogenes, Zürich 1975.
  - Neuübersetzung von Matthias Fienbork. Diogenes, Zürich 1996, ISBN 978-3-257-20181-9.

### Romane der zweiten Periode
- 1951: Judgement on Deltchev. Hodder & Stroughton, London.
  - Deutsche Ausgabe: Der Fall Deltschev. Aus dem Englischen übersetzt von Mary Brand und Walter Hertenstein. Diogenes, Zürich 1975, ISBN 3-257-20178-8.
- 1953: The Schirmer Inheritance. William Heinemann, Melbourne 1953.
  - Deutsche Ausgabe: Schirmers Erbschaft. Aus dem Englischen übersetzt von Harry Reuss-Löwenstein, Th. A. Knust und Rudolf Barmettler. Fischer, Frankfurt am Main 1955.
  - Neuübersetzung von Nikolaus Stingl. Diogenes, Zürich 2001, ISBN 978-3-257-23274-5.
- 1956: The Night-Comers.
  - Deutsche Ausgabe: Ungebetene Gäste. Aus dem Englischen übersetzt von Reimar von Benin. Günther, Stuttgart 1958.
  - Neuübersetzung: Besuch bei Nacht. Aus dem Englischen übersetzt von Wulf Teichmann. Diogenes, Zürich 1978, ISBN 978-3-257-20539-8.
- 1959: Passage of Arms. Heinemann, London 1959.
  - Deutsche Ausgabe: Waffenschmuggel. Aus dem Englischen übersetzt von Tom Knoth. Rowohlt, Reinbek bei Hamburg 1963, ISBN 978-3-257-20364-6.
- 1962: The Light of Day. Alfred A. Knopf, New York u. Heinemann, London.
  - Deutsche Ausgabe:  Im ersten Morgenlicht. Aus dem Englischen übersetzt von Elsbeth Herlin. Lichtenberg, München 1965.
  - Neuer Titel: Topkapi. Diogenes, Zürich 1969.
  - Revidierte Neuübersetzung: Topkapi. Aus dem Englischen übersetzt von Elsbeth Herlin und Nikolaus Stingl. Diogenes, Zürich 1996, ISBN 3-257-20536-8.
- 1964: A Kind of Anger. Bodley Head, London.
  - Deutsche Ausgabe: Eine Art von Zorn. Aus dem Englischen übersetzt von Susanne Feigl und Walter Hertenstein. Diogenes, Zürich 1975.
  - Neuübersetzung: Eine Art von Zorn. Aus dem Englischen übersetzt von Malte Krutzsch. Diogenes, Zürich 1997, ISBN 978-3-257-20179-6.
- 1967: Dirty Story. Bodley Head, London.
  - Deutsche Ausgabe: Schmutzige Geschichte. Aus dem Englischen übersetzt von Günter Eichel. Diogenes, Zürich 1968.
- 1969: The Intercom Conspiracy.
  - Deutsche Ausgabe: Das Intercom-Komplott. Aus dem Englischen übersetzt von Dietrich Stössel. dtv Verlagsgesellschaft, München 1973.
  - Neuübersetzung: Das Intercom-Komplott. Aus dem Englischen übersetzt von Dirk van Gunsteren. Diogenes, Zürich 2000, ISBN 978-3-257-23154-0.
- 1972: The Levanter.
  - Deutsche Ausgabe: Der Levantiner. Aus dem Englischen übersetzt von Tom Knoth. Diogenes, Zürich 1975, ISBN 978-3-257-20223-6.
- 1974: Doctor Frigo.
  - Deutsche Ausgabe: Doktor Frigo. Aus dem Englischen übersetzt von Tom Knoth und Judith Claassen. Diogenes, Zürich 1975.
  - Neuübersetzung: Doktor Frigo. Aus dem Englischen übersetzt von Matthias Fienbork. Diogenes, Zürich 2001, ISBN 978-3-257-23268-4.
- 1977: Send No More Roses. Weidenfeld and Nicolson, London 1977, ISBN 0-297-77277-5.
  - Deutsche Ausgabe: Bitte keine Rosen mehr. Aus dem Englischen übersetzt von Tom Knoth. Diogenes, Zürich 1980, ISBN 978-3-257-20887-0.
- 1981: The Care of Time. Weidenfeld & Nicolson, London.
  - Deutsche Ausgabe: Mit der Zeit. Aus dem Englischen übersetzt von Hans Hermann. Diogenes, Zürich 1983.
  - Neuübersetzung: Mit der Zeit. Aus dem Englischen übersetzt von Matthias Fienbork. Diogenes, Zürich 2000, ISBN 978-3-257-23131-1.

### Kurzgeschichten
- Waiting for Orders (Kurzgeschichten aus den Jahren 1930–1940, unter anderem The Army of Shadows, The Intrusions of Dr. Czissar, The Blood Bargain)

### Autobiografie
- 1985 Here Lies – Ambler by Ambler. Eine Autobiographie
  - deutsch von Matthias Fienbork, Diogenes Zürich 1999; ISBN 978-3-257-21589-2.
- 1993 The Story So Far – Wer hat Blagden Cole umgebracht? Lebens- und Kriminalgeschichten
  - deutsch von Matthias Fienbork; Diogenes Zürich 1995; ISBN 978-3-257-23153-3.

### Pseudonym Eliot Reed
Unter dem Pseudonym Eliot Reed veröffentlichte Eric Ambler – zusammen mit Charles Rodda – folgende Romane:
- 1951: Skytip
- 1951: Tender To Danger (US-Titel); auch: Tender to Moonlight (englischer Titel, 1952)
- 1953: The Maras Affair
- 1954: Charter to Danger
- 1958: Passport to Panic

## Filmografie
Literarische Vorlage
- 1942: Von Agenten gejagt (Journey Into Fear) – Regie: Norman Foster/Orson Welles
- 1943: Spion im Orientexpreß (Background to Danger) – Regie: Raoul Walsh – nach dem Roman „Uncommon Danger“
- 1944: Hotel Reserve – Regie: Victor Hanbury, Lance Comfort und Max Greene – nach dem Roman „Epitaph for a Spy“
- 1944: Die Maske des Dimitrios – Regie: Jean Negulesco
- 1950: Lebensgefährlich (Highly Dangerous) – Regie: Roy Baker, auch Drehbuch von Ambler – nach dem Roman „The Dark Frontier“
- 1953: Epitaph for a Spy – GB/Fernsehserie in 6 Teilen, Regie Patrick Harvey
- 1963: Epitaph for a Spy – GB/Fernsehserie in 4 Teilen, Regie: Colin Jeavons
- 1963: Topkapi
- 1976: Die Angst reist mit (Journey Into Fear) – Regie: Daniel Mann
- 1978: Ricatto Internazionale – Fernsehserie, Regie: Dante Guardamagna – nach dem Roman The Intercom Conspiracy
- 1984: Eine Art von Zorn – Fernsehfilm, Regie: Uli Edel
- 1989: Die Zeit läuft ab (The Care of Time) – Fernsehfilm, Regie: John Davies

Drehbuch
- 1943: The New Lot – britischer Propagandafilm, Drehbuch zusammen mit Peter Ustinov, Regie: Carol Reed. (Ambler ist hier auch in einer kleinen Rolle als Waffeninstrukteur zu sehen)
- 1944: The Way Ahead – Drehbuch zusammen mit Peter Ustinov, Regie: Carol Reed
- 1947: Zwielicht (The October Man) – Regie: Roy Baker
- 1949: Die große Leidenschaft (The Passionate Friends) – Regie: David Lean – nach einem Roman von H. G. Wells
- 1950: Auf falscher Spur (The Clouded Yellow) – Regie: Ralph Thomas
- 1951: Der wunderbare Flimmerkasten (The Magic Box) – Regie: John Boulting – nach einem Roman von Ray Allister
- 1951: Dakapo (Encore) – Regie: Harold French, Pat Jackson und Anthony Pelissier – nach Erzählungen von William Somerset Maugham
- 1952: Der große Atlantik (The Cruel Sea) – Regie: Charles Frend – nach einem Roman von Nicholas Monsarrat
- 1952: Der Unwiderstehliche (The Card) – Regie: Ronald Neame – nach einem Roman von Arnold Bennett
- 1953: Ein Schuß im Dunkel (Rough Shoot) – Regie: Robert Parrish – nach einem Roman von Geoffrey Household
- 1954: Flammen über Fernost (The Purple Plain)
- 1954: Lease of Life – Regie: Charles Frend
- 1956: Yangtse-Zwischenfall (Yangtse Incident: The Story of H.M.S. Amethyst) – Regie: Michael Anderson – nach einem Roman von Lawrence Earl
- 1957: The Eye of the Truth – Folge der Fernsehserie Suspicion, Regie: Robert Stevens
- 1958: Die letzte Nacht der Titanic (A Night to Remember)
- 1959: Die den Tod nicht fürchten (The Wreck of the Mary Deare) – Regie: Michael Anderson – nach einem Roman von Hammond Innes
- 1961: Meuterei auf der Bounty (Mutiny on the Bounty) – (Ambler arbeitete ungenannt am Drehbuch mit)
- 1962: Act of Faith – Fernsehfilm, Regie: Bernard Girard – nach einer Erzählung von Nicholas Montsarrat
- 1971: Love Hate Love – Fernsehfilm, Regie: George McCowan

## Dokumentationen
- Gefährliche Geschäfte. Die Welt des Eric Ambler, TV-BRD 1987, Regie: Jutta Szostak.